# 四国家
四国家（しこくけ、四国家サポーターズクラブ）とは、四国旅客鉄道（JR四国）など四国を拠点とする企業や団体が、日本全国に先駆けて人口減少や少子高齢化が進んでいることに起因する地域経済の縮小や衰退を克服するべく、連携して経済活性化を図ることを目的に創設された組織。
会員は現在も募集中である。

## 概要
四国経済は先に上げた恒常的な社会問題に加え、新型コロナによる観光需要の低迷で未曽有の危機に陥っており、かねてよりJR四国と日本郵便四国支社及び四国電力の3社が取り組んできた事業の拡大に向け、現組織を立ち上げ、2021年3月に初会合を開催した。アフターコロナを地域経済活性化の好機と捉え、今後5年間で若者の定住を促すツアーの実施や観光資源の掘り起こし、四国遍路世界遺産登録推進活動などを計画している。

## 沿革
- 2021年3月 - 初会合実施

## 構成企業・グループ
順不同

### 金融

#### 四国アライアンス
- 株式会社阿波銀行
- 株式会社百十四銀行
- 株式会社伊予銀行
- 株式会社四国銀行
- 損害保険ジャパン株式会社

### 公共交通機関
- 四国旅客鉄道株式会社
- 高松空港株式会社
- 日本航空株式会社
- 本州四国連絡高速道路株式会社

### エネルギー
- 四国ガス株式会社
- 四国電力株式会社
- 太陽石油株式会社

### メーカー
- 今治造船株式会社
- 四国化成工業株式会社
- ユナイテッドシルク株式会社

### サービス
- NHK松山放送局
- 一般社団法人四国ツーリズム創造機構
- Shikokuブランド株式会社
- セーラー広告株式会社
- 株式会社ソラヤマいしづち
- 株式会社徳島県物産館
- 一般社団法人日本自動車連盟四国本部
- 日本郵便株式会社四国支社
- 道の駅 源平の里 むれ